# Сильва, Гастон
Гасто́н Си́льва (исп. Gastón Alexis Silva Perdomo; род. 5 марта 1994, Сальто) — уругвайский футболист, защитник клуба «Пуэбла». Си́льва в прошлом выступал за юношескую и молодёжную, а ныне за основную сборную Уругвая. Вице-чемпион мира среди юношей 2011 года, вице-чемпион мира среди молодёжи 2013 года.

## Биография
Гастон Сильва является племянником игрока сборной Уругвая (1987—1990), участника чемпионата мира 1990 и двух Кубков Америки, обладателя Кубка Америки 1987 Хосе Пердомо. Сестра Хосе, Патрисия, является матерью Гастона.
Гастон Сильва — воспитанник школы футбольного клуба «Дефенсор Спортинг». Дебютировал за основной состав «фиолетовых» в чемпионате Уругвая 8 ноября 2011 года в игре против «Монтевидео Уондерерс», в которой его команда одержала победу со счётом 2:0, причём это была доигровка матча, который был прерван 15 октября.
Сильва выиграл с «Дефенсором» три этапа чемпионатов Уругвая — Апуртуру 2011, Клаусуру 2012, Клаусуру 2013. Трижды «Дефенсор» играл в матчах за титул чемпионов Уругвая, но все три раза проигрывал. В сезонах 2010/11 и 2012/13 «фиолетовые» после поражения становились вице-чемпионами страны, в сезоне 2011/12 их благодаря лучшим показателям за сезон обошёл «Пеньяроль». В 2014 году Гастон Сильва помог своей команде впервые в её истории дойти до полуфинала розыгрыша Кубка Либертадорес.
20 июля 2014 года перешёл в «Торино». С 2017 года выступает за аргентинский «Индепендьенте», с которым в том же году вышел в финал Южноамериканского кубка (турнир продолжается).
Серьёзных достижений Сильва добился с юношескими и молодёжными сборными Уругвая. В 2011 году в составе юношеской (до 17 лет) сборной Сильва стал вице-чемпионом Южной Америки. В том же году уругвайцы дошли до финала юношеского чемпионата мира, где уступили лишь хозяевам турнира — мексиканцам. В 2013 году Сильва дошёл с Селесте до финала молодёжного чемпионата мира в Турции. Уругвайцы уступили Франции лишь в серии пенальти. Во всех юношеских и молодёжных сборных Гастон Сильва был капитаном команды.
13 октября 2014 года Гастон Сильва дебютировал в основной сборной Уругвая. Он вышел в основе в товарищеском матче против сборной Омана и провёл всю игру без замены.

## Титулы и достижения
- Вице-чемпион Уругвая (2): 2010/11, 2012/13
- Обладатель Южноамериканского кубка: 2017
- Обладатель Кубка банка Суруга: 2018
- Полуфиналист Кубка Либертадорес: 2014
- Серебряный призёр Юношеского (до 17 лет) чемпионата Южной Америки: 2011
- Бронзовый призёр Панамериканских игр: 2011[6]
- Серебряный призёр Молодёжного (до 20 лет) чемпионата мира: 2013
- Серебряный призёр Юношеского (до 17 лет) чемпионата мира: 2011